# Fano a Corno
Fano a Corno is een plaats (frazione) in de Italiaanse gemeente Isola del Gran Sasso.